# 綠袖子

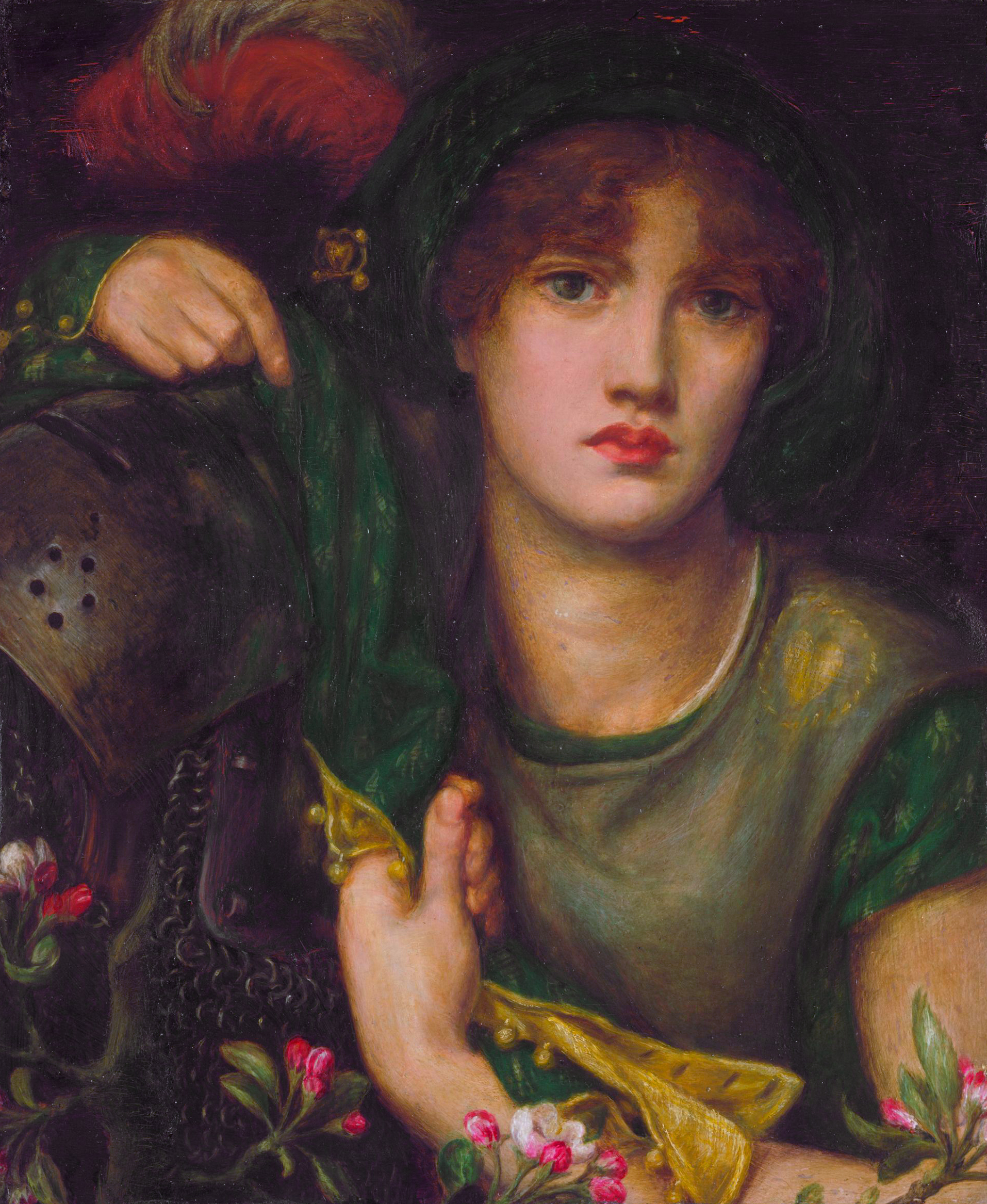
但丁·加百利·羅塞蒂的畫作「綠袖子」

綠袖子（英語：Greensleeves）為一首傳統的英格蘭民謠，在16世紀期間開始流行於英格蘭民間，屬羅曼尼斯卡（Romanesca）系歌曲。
這首曲子的作家至今仍然無人知曉。一個广为流传，但未被证实的說法是，這首曲子是由英王亨利八世（1491年－1547年）作給其愛人安妮·博林王后。安妮曾經拒絕了亨利八世的愛意，而令亨利八世對她有著更痴痴的苦戀。而這首歌曲的內容，敍述了一個君王愛上平民女孩的故事，兩者令人不禁聯想到妻子眾多的國王亨利，以及其第二任妻子安妮皇后。一些16世紀末、17世紀初的文獻也隱約有提及此曲的流傳。
這首曲子曾被改編為不同的版本，或填入其他歌詞，當中較著名的有佛漢·威廉斯的「綠袖子幻想曲」（Fantasia On Greensleeves）及19世紀英國聖詩創作家威廉·查特頓·狄克斯（William Chatterton Dix）的《奇妙聖嬰》，後者更被重新填詞。

## 版本
- 雷夫·佛漢·威廉斯在其歌劇「戀愛中的約翰爵士」（Sir John In Love）中创作了「綠袖子幻想曲（日语：グリーンスリーヴスによる幻想曲）」。
- 香港考試及評核局在目前已停辦的香港中學會考和高級程度會考，以及現時的文憑試的中英文科聆聽考試，使用了1962年約翰·巴比羅利指揮倫敦小交響樂團演奏的版本，作為讓考生確認電台頻道的訊號及整理答案時間的背景音樂，此曲當年由時任副秘書長京力士（Rex King）負責挑選。[b]。
- 蘇格蘭詩人、作曲家羅伯特·彭斯也曾以綠袖子的旋律寫下一曲。
- 日本作曲家光田康典在遊戲「異度傳說首部曲」中，改編了綠袖子，並使之成為該遊戲的配樂。
- 英國廣播公司電台第四台曾以改編的綠袖子作播放音樂。
- 新加坡歌手麗莎於1975年所發行的專輯《恭祝各界圣诞快乐》中的歌曲《冬青诉愿》改編自《綠袖子》。
- 香港歌手許冠傑於1986年所發行的細碟《宇宙無限》中的歌曲《寂寞聖誕》改編自《綠袖子》。
- 美國薩克斯風演奏家Kenny G於1994年所發行的Miracles: The Holiday Album專輯中，第7曲目演奏的即是傳統版本。
- 台灣歌手林志炫1998年的《蒙娜麗莎的眼淚》專輯中，歌曲《蜘蛛》是改編自《綠袖子》。
- 台灣歌手元若藍於2006年所發行的專輯《愛X無限大》中之第二首曲目《綠袖子》前奏及尾奏即是採用民謠《綠袖子》。
- 古斯塔夫·霍爾斯特在Second Suite in F for Military Band中的第四樂章「Fantasia on the Dargason」以及St. Paul's Suite中的第四樂章Finale（The Dargasson）均寫入綠袖子旋律。
- 香港鐵路爱好者羅哲琛曾於2021年6月27日屯馬綫開通當日，在無線記者面前唱出用「綠袖子」曲調譜上的歌詞「屯馬開通真的很興奮」，在鐵路迷中更衍生出「××開通真的很興奮」句式。羅哲琛後於2022年4月23日英文科聆聽考試當日以應屆考生身分再度受訪。[1]。
  - 其後，港鐵公司於2022年5月12日推出由《绿袖子》改编而成的東鐵綫過海段宣傳歌曲《東鐵過海真的很興奮》[2]。
  - 香港鐵路愛好者羅哲琛曾於2022年5月15日東鐵綫過海段開通當日，在香港電台記者面前跟眾鐵路迷再次唱出用「綠袖子」曲調譜上的歌詞「紅磡接通港島超興奮，為搭首班車我唔願瞓，要有本尊見證才合襯」，而歌曲名字為《東鐵過海真的很興奮》。[3]。

## 外部連結
- A Handful of Pleasant Delights（1584）中本曲的抄本 （页面存档备份，存于）
- 免費的綠袖子樂譜 （页面存档备份，存于）
- Easybyte （页面存档备份，存于） -或的配樂
- 綠袖子歌詞集 （页面存档备份，存于）

試聽音樂會：
- 綠袖子的MIDI版本
- 綠袖子的mp3版本